# موزس چان
مؤسس چان (انگلیسی: Moses Chan؛ زادهٔ ۱۶ آوریل ۱۹۷۱) یک هنرپیشه، و خواننده است.
از فیلم‌های او می‌توان به پلیس‌های جن-ایکس اشاره کرد.